# Scatopsciara oligoseta
Scatopsciara oligoseta är en tvåvingeart som beskrevs av Yang och Zhang 1987. Scatopsciara oligoseta ingår i släktet Scatopsciara och familjen sorgmyggor. Inga underarter finns listade i Catalogue of Life.